# Charles Krause
Charles Krause fue un gimnasta que compitió en las pruebas de gimnasia en los Estados Unidos.

## Biografía
Krause se unió al gimnasio para competir en la División de Central Turnverein para los Juegos Olímpicos de San Luis 1904, donde ganó una medalla olímpica. En su única participación en los Juegos Olímpicos, estuvo en la carrera en equipos, en el que, junto a sus compatriotas George Mayer, Edward Siegler, John Duha, Philip Schuster y Robert Maysack, ganó la medalla de bronce, y en escalada, donde fue superado por su compatriota George Eyser, terminando en segundo lugar.